# Billy Winn
Billy Winn (Las Vegas, 15 aprile 1989) è un giocatore di football americano statunitense che gioca nel ruolo di defensive tackle nella National Football League (NFL). Fu scelto nel corso del sesto giro (205º assoluto) del Draft NFL 2012 dai Cleveland Browns. Al college ha giocato a football a Boise State.

## Carriera professionistica

### Cleveland Browns
Considerato uno dei migliori prospetti tra i defensive tackle disponibili nel Draft NFL 2012, Winn fu scelto dai Cleveland Browns nel corso del sesto giro. Nella sua stagione da rookie disputò tutte le 16 gare, 10 delle quali come titolare, concludendo con 26 tackle, un sack e un intercetto. Nella successiva scese a 11 presenze, di cui sole tre come partente, mettendo a segno 21 tackle e 2 sack.

## Statistiche
| Partite totali      | 52  |
| Partite da titolare | 21  |
| Tackle              | 92  |
| Sack                | 3,0 |
| Intercetti          | 1   |
| Fumble forzati      | 2   |

Statistiche aggiornate alla stagione 2015